# Большеугреньово
Бо́льшеугреньо́во (рос. Большеугренёво) — село у складі Бійського району Алтайського краю, Росія. Адміністративний центр та єдиний населений пункт Большеугреньовської сільської ради.

## Населення
Населення — 894 особи (2010; 930 у 2002).
Національний склад (станом на 2002 рік):
- росіяни — 95 %